# Gottlob Heinrich Schulz
Gottlob Heinrich Schulz (auch: Gottlieb Heinrich Schulz; * 28. Januar 1764 in Meißen; † 26. Februar 1821 in Dresden) war ein deutscher Jurist und Bürgermeister.

## Leben
Gottlob Heinrich Schulz studierte Rechtswissenschaften und wurde 1799 Ratsherr in Dresden. 1804 wird er als Mitglied des Stadtrats zum Stadtgerichtsassessor und Deputat der Wasserkommission. 1809 erfolgte seine Ernennung zum Stadtrichter, Stadtsteuereinnehmer und Deputatus der Steuerkreditkasse in Leipzig, die 1763 zur Tilgung der durch den Siebenjährigen Krieg entstandenen Landesschulden gegründet worden war.
1815 wurde er vom Dresdner Stadtmagistrat neben Johann August Beck und Carl Christian Pohland zu einem der drei Bürgermeister ernannt. Im ersten Jahr war er beisitzender Bürgermeister, jedoch bereits 1816 wurde er regierender Bürgermeister in Dresden; weiterhin übte er noch die Funktionen des Administrators des geistlichen Brückenamtes und Gotteskastens aus, war Inspektor der Kreuz-, Frauen- und Sophienkirche sowie Inspektor der Böhmischen Freischreibeschule und Deputatus beim städtischen Leihhaus. 1817 wurde er wieder beisitzender Bürgermeister neben dem Prokonsul Carl Christian Pohland unter der Leitung des regierenden Bürgermeisters Friedrich Wilhelm Hermann. Seine weiteren Aufgaben in diesem Jahr betrafen die Administratur des Leubnitzer Amtes, die Inspektion der Niederlage und Wagenpfennigeinnahme und er blieb Deputatus beim Leihhaus sowie Deputatus bei der Steuerkreditkasse in Leipzig. 1819 war er wiederum regierender Bürgermeister von Dresden, zusammen mit Friedrich Wilhelm Hermann und Carl Christian Pohland als Beisitzer. Zusätzlich hatte er das Amt des Tranksteuereinnehmers übernommen, bevor er 1820 wiederum selbst beisitzender Bürgermeister wurde.
Gottlob Heinrich Schulz war mit Christiane Wilhelmine Sophie geb. Dittmar (* 3. März 1784; † 8. Februar 1834) verheiratet. Die Tochter des Paares:
- Anne Marie Schulz (* 17. Februar 1816 in Dresden; † 2. August 1844 ebenda) heiratete am 8. September 1835 in Dresden den Juristen, späteren Stadtrat und Dresdner Bürgermeister, Theodor Julius Hertel (1807–1880). Das Paar hatte eine Tochter, Anna Maria Hertel (1837–1865). Sie heiratete 1862 den Senatspräsidenten beim Dresdner Oberlandesgericht, Oskar Constanz Leonhardi (1831–1897[4]).

## Auszeichnungen
- 1816 wurde er zum Ritter des königlich-sächsischen Zivilverdienstordens ernannt.